# 김기헌
김기헌(金基憲, 1959년 7월 27일 ~ )은 대한민국의 바둑 기사이다. 프로기사를 유망주로 후진 양성에 힘을 쏟고 있다. 

## 약력
아마추어 시절 1991년 KBS바둑큰잔치 아마최강부에서 우승하여 자동차 대우 티코를 부상으로 받았다. 1992년 프로 바둑에 입단했다. 1994년 제13기 대왕전, 제3기 연승바둑최강전 본선에 진출했다. 1995년 제14기 KBS 바둑왕전과 제4기 연승바둑최강전, 제19기 국기전 본선에 올랐고, 1996년 제32기 패왕전 본선에 진출했다. 2006년 5단을 거쳐 2013년 3월에 6단으로 승단하였다. 2010년 제4기 지지옥션배 본선에 진출했다. 2016년 시니어 바둑리그에서 우승을 차지했고, 2017년 시니어 바둑리그에서 준우승을 했다. 2017년 7단으로 승단했다.